# Rocketo
Rocketo é uma série de revistas em quadrinhos americana criada por Frank Espinosa. Publicada inicialmente pela Speakeasy Comics e posteriormente pela Image Comics, a série é produzida quase que integralmente por Espinosa, que escreve, desenha, e coloriza. Apenas os roteiros são produzidos em conjunto com Marie Taylor. O primeiro "arco de história", Journey to the Hidden Sea foi publicado em doze edições - as seis primeiras pela Speakeasy em 2005 e as demais pela Image em 2006. Em 2007, Espinosa anunciaria seus planos para continuar a série, com o segundo arco de história, Journey to the New World previsto para o ano seguinte. Seria o segundo de quatro arcos de história planejados para a série. Enquanto o primeiro mostrava como o personagem principal, Rocketo Garrison, a partir da sua infância até descobrir ser um dos "Mappers", e começava a utilizar seus poderes ao mesmo tempo que descobria as histórias da linhagem de seres a que pertence, as histórias seguintes mostrariam o envelhecimento e o crescimento pessoal de Rocketo, até sua morte.
Em 2006, Espinosa foi indicado por seu trabalho na série ao Eisner Awards na categoria "Melhor Artista de Capa". Rocketo ainda seria indicada em outras duas categorias diferentes da premiação: "Melhor Série Estreante" e "Melhor Série". Embora os planos para publicação de Journey to the New World não tenha se concretizado em 2008, Espinosa anunciaria em seu site oficial em 2014 que ainda tem planos para concluir a história.